# 中华人民共和国国家监察委员会
中华人民共和国国家监察委员会，简称国家监委，是中华人民共和国最高监察机关，为副国级单位。国家监察委员会与中国共产党中央纪律检查委员会的机关合署办公，国家监察委员会主任由中共中央纪委副书记担任。
国家监察委员会依据宪法及相关的法律负责监督、调查、处置公职人员依法履职、秉公用权、廉洁从政从业以及道德操守问题。国家监察委员会依照法律规定独立行使监察权，不受行政机关、社会团体和个人的干涉。
2018年第十三届全国人民代表大会第一次会议修改《中华人民共和国宪法》及通过《中华人民共和国监察法》后设立。

## 沿革

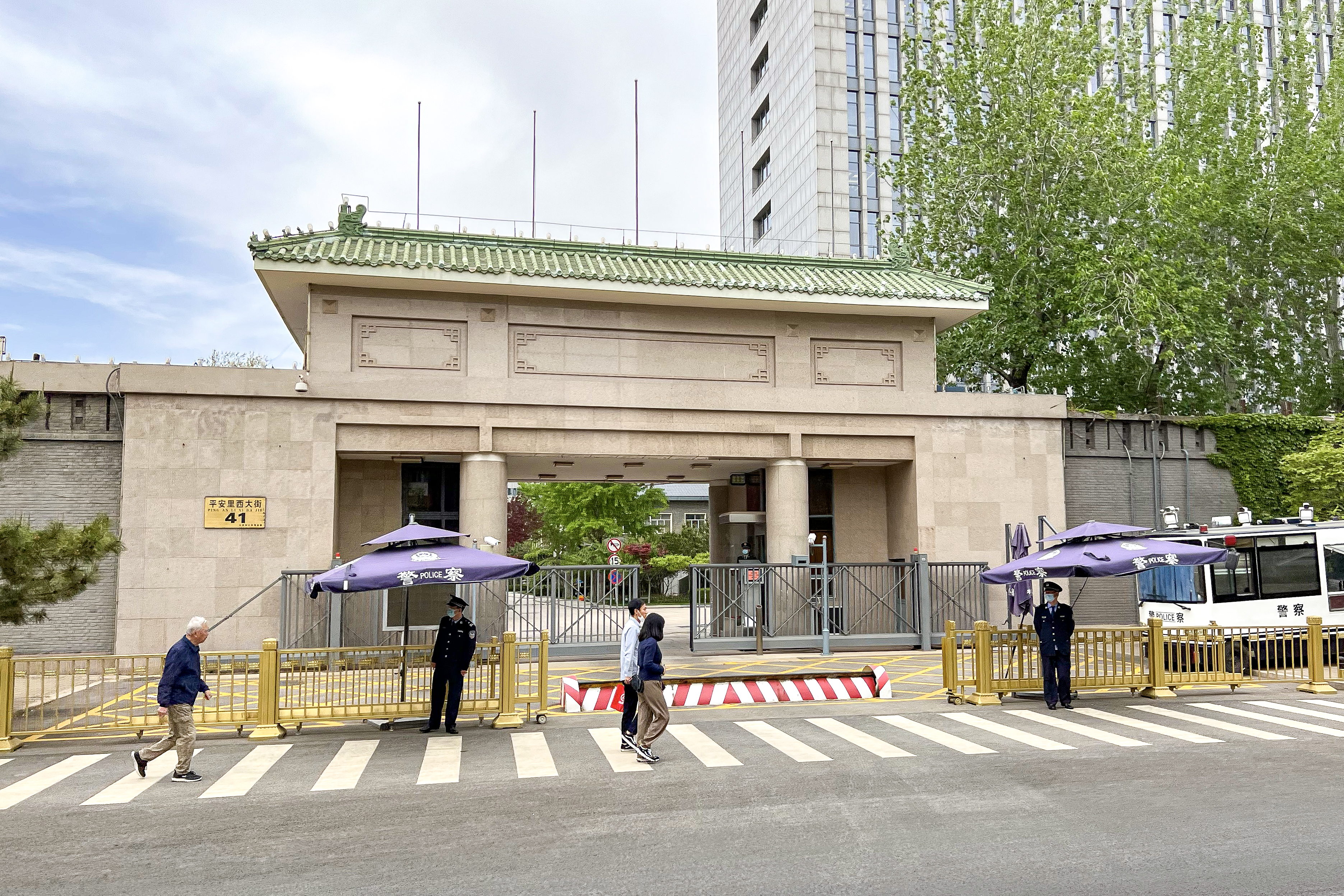
2025年以前中央纪委国家监委的办公地点为西城区平安里西大街41号，2025年改由司法部使用

2012年11月中共十八大召开后，开展了大规模的反腐败运动，在全国范围内先后查处包括现任和前任党和国家领导人在内的大批违纪违法的党政领导干部。随着反腐敗工作的深入，中央纪委的权力也不断强化。不过中央纪委和地方各级纪委作为党纪维护机关，职权不够全面，也缺乏法律制度支持。同时为了解决现有行政监察覆盖范围过窄、反腐败力量分散等问题，中共中央决定设立国家监察委员会和地方各级监察委员会。
2016年11月，中共中央公布《关于在北京市、山西省、浙江省开展国家监察体制改革试点方案》。随后，北京市、山西省、浙江省开始设立地方各级监察委员会，由同级人民代表大会选举产生，组成人员由地方纪委的人员兼任。2017年1月6日召开的十八届中央纪委七次全会，确定“筹备组建国家监察委员会”为2017年重点工作之一。会议公报称，“在党中央领导下，由中纪委抓总，落实改革方案，推动制定国家监察法，筹建国家监察委员会”。中央纪委书记王岐山在报告中称，2018年第十三届全国人大第一次会议上，将审议通过国家监察法，正式设立国家监察委员会，并选举产生国家监察委员会的组成人员。
2018年3月11日第十三届全国人民代表大会第一次会议通过的《中华人民共和国宪法修正案》在宪法中增加了监察机关的规定，在第三章“国家机构”中增加第七节“监察委员会”。其中第一百二十三条规定：“中华人民共和国各级监察委员会是国家的监察机关。”第一百二十四条：“中华人民共和国设立国家监察委员会和地方各级监察委员会。”第一百二十五条规定：“中华人民共和国国家监察委员会是最高监察机关。”“国家监察委员会领导地方各级监察委员会的工作，上级监察委员会领导下级监察委员会的工作。”第一百二十六条规定：“国家监察委员会对全国人民代表大会和全国人民代表大会常务委员会负责。地方各级监察委员会对产生它的国家权力机关和上一级监察委员会负责。”
2018年3月17日，第十三届全国人民代表大会第一次会议通过《第十三届全国人民代表大会第一次会议关于国务院机构改革方案的决定》，批准《国务院机构改革方案》。方案规定：“监察部并入新组建的国家监察委员会。国家预防腐败局并入国家监察委员会。不再保留监察部、国家预防腐败局”。同时，最高人民检察院渎职侵权检察厅、最高人民检察院职务犯罪预防厅亦并入国家监委。
2018年3月中共中央印发的《深化党和国家机构改革方案》称，“组建国家监察委员会。为加强党对反腐败工作的集中统一领导，实现党内监督和国家机关监督、党的纪律检查和国家监察有机统一，实现对所有行使公权力的公职人员监察全覆盖，将监察部、国家预防腐败局的职责，最高人民检察院查处贪污贿赂、失职渎职以及预防职务犯罪等反腐败相关职责整合，组建国家监察委员会，同中央纪律检查委员会合署办公，履行纪检、监察两项职责，实行一套工作机构、两个机关名称。”“国家监察委员会由全国人民代表大会产生，接受全国人民代表大会及其常务委员会的监督。”“不再保留监察部、国家预防腐败局。”
2018年3月23日，国家监察委员会正式揭牌成立，同时举行新任国家监察委员会副主任、委员宪法宣誓仪式。

## 职责
根据《中华人民共和国监察法》，国家监察机关履行监督、调查、处置职责：
1. 对公职人员依法履职、秉公用权、廉洁从政从业以及道德操守情况进行监督检查；
2. 对涉嫌贪污贿赂、滥用职权、玩忽职守、权力寻租、利益输送、徇私舞弊以及浪费国家资财等职务违法和职务犯罪进行调查；
3. 依据相关法律对违法的公职人员作出政务处分决定；对在行使职权中存在的问题提出监察建议；对履行职责不力、失职失责的领导人员进行问责；对涉嫌职务犯罪的，将调查结果移送检察机关依法提起公诉。

## 机构设置
根据《中共中央纪律检查委员会、中华人民共和国国家监察委员会机关职能配置、内设机构和人员编制规定》，中央纪委国家监委机关内设机构为正司局级，中央纪委国家监委派出机构、派驻机构为副部级。中央纪委国家监委机关设置下列机构：

### 内设机构
- 办公厅
- 组织部
- 宣传部
- 研究室
- 法规室
- 党风政风监督室
- 信访室
- 中央巡视工作领导小组办公室
- 案件监督管理室
- 第一监督检查室
- 第二监督检查室
- 第三监督检查室
- 第四监督检查室
- 第五监督检查室
- 第六监督检查室
- 第七监督检查室
- 第八监督检查室
- 第九监督检查室
- 第十监督检查室
- 第十一监督检查室
- 第十二审查调查室
- 第十三审查调查室
- 第十四审查调查室
- 第十五审查调查室
- 第十六审查调查室
- 案件审理室
- 纪检监察干部监督室
- 国际合作局
- 机关事务管理局
- 机关党委
- 离退休干部局

### 直属事业单位
- 新闻传播中心
- 中国纪检监察杂志社
- 机关综合服务中心
- 信息中心（网络举报管理中心）
- 中国纪检监察学院
- 中国纪检监察学院北戴河校区

### 直属企业单位
- 中国方正出版社有限公司

### 派出机构
- 中央纪律检查委员会国家监察委员会中央和国家机关纪检监察工作委员会
- 中央纪律检查委员会国家监察委员会中央金融纪检监察工作委员会

### 派驻机构
- 中央纪委国家监委驻国务院办公厅纪检监察组[註 1]
- 中央纪委国家监委驻全国人大机关纪检监察组[註 2]
- 中央纪委国家监委驻全国政协机关纪检监察组[註 3]
- 中央纪委国家监委驻中央办公厅纪检监察组[註 4]
- 中央纪委国家监委驻中央组织部纪检监察组[註 5]
- 中央纪委国家监委驻中央宣传部纪检监察组[註 6]
- 中央纪委国家监委驻中央统一战线工作部纪检监察组[註 7]
- 中央纪委国家监委驻中央社会工作部纪检监察组[註 8]
- 中央纪委国家监委驻中央外事工作委员会办公室纪检监察组[註 9]
- 中央纪委国家监委驻最高人民检察院纪检监察组[註 10]
- 中央纪委国家监委驻最高人民法院纪检监察组[註 11]
- 中央纪委国家监委驻外交部纪检监察组[註 12]
- 中央纪委国家监委驻国家发展和改革委员会纪检监察组[註 13]
- 中央纪委国家监委驻教育部纪检监察组[註 14]
- 中央纪委国家监委驻科学技术部纪检监察组[註 15]
- 中央纪委国家监委驻工业和信息化部纪检监察组[註 16]
- 中央纪委国家监委驻公安部纪检监察组[註 17]
- 中央纪委国家监委驻国家安全部纪检监察组[註 18]
- 中央纪委国家监委驻民政部纪检监察组[註 19]
- 中央纪委国家监委驻司法部纪检监察组[註 20]
- 中央纪委国家监委驻财政部纪检监察组[註 21]
- 中央纪委国家监委驻人力资源和社会保障部纪检监察组[註 22]
- 中央纪委国家监委驻自然资源部纪检监察组[註 23]
- 中央纪委国家监委驻生态环境部纪检监察组[註 24]
- 中央纪委国家监委驻住房和城乡建设部纪检监察组[註 25]
- 中央纪委国家监委驻交通运输部纪检监察组[註 26]
- 中央纪委国家监委驻水利部纪检监察组[註 27]
- 中央纪委国家监委驻农业农村部纪检监察组[註 28]
- 中央纪委国家监委驻商务部纪检监察组[註 29]
- 中央纪委国家监委驻文化和旅游部纪检监察组[註 30]
- 中央纪委国家监委驻国家卫生健康委员会纪检监察组[註 31]
- 中央纪委国家监委驻退役军人事务部纪检监察组[註 32]
- 中央纪委国家监委驻应急管理部纪检监察组[註 33]
- 中央纪委国家监委驻中国人民银行纪检监察组[註 34]
- 中央纪委国家监委驻审计署纪检监察组[註 35]
- 中央纪委国家监委驻国务院国有资产监督管理委员会纪检监察组[註 36]
- 中央纪委国家监委驻海关总署纪检监察组[註 37]
- 中央纪委国家监委驻国家税务总局纪检监察组[註 38]
- 中央纪委国家监委驻国家市场监督管理总局纪检监察组[註 39]
- 中央纪委国家监委驻国家体育总局纪检监察组[註 40]
- 中央纪委国家监委驻国家金融监督管理总局纪检监察组[註 41]
- 中央纪委国家监委驻中国证券监督管理委员会纪检监察组[註 42]
- 中央纪委国家监委驻中共中央港澳工作办公室纪检监察组[註 43]
- 中央纪委国家监委驻中央人民政府驻香港特别行政区维护国家安全公署纪检监察组（正司局级）[註 44]
- 中央纪委国家监委驻人民日报社纪检监察组[註 45]
- 中央纪委国家监委驻中国科学院纪检监察组[註 46]
- 中央纪委国家监委驻中国社会科学院纪检监察组[註 47]
- 中央纪委国家监委驻中华全国总工会机关纪检监察组[註 48]
- 中央纪委国家监委驻中华全国供销合作总社纪检监察组[註 49]

## 规章制度
2018年《深化党和国家机构改革方案》规定，国家监察委员会“同中央纪律检查委员会合署办公，履行纪检、监察两项职责，实行一套工作机构、两个机关名称。”“主要职责是，维护党的章程和其他党内法规，检查党的路线方针政策和决议执行情况，对党员领导干部行使权力进行监督，维护宪法法律，对公职人员依法履职、秉公用权、廉洁从政以及道德操守情况进行监督检查，对涉嫌职务违法和职务犯罪的行为进行调查并作出政务处分决定，对履行职责不力、失职失责的领导人员进行问责，负责组织协调党风廉政建设和反腐败宣传等。”

### 监察对象
根据2018年3月20日第十三届全国人大一次会议表决通过的《中华人民共和国监察法》，监察机关对下列公职人员和有关人员进行监察：
1. 中国共产党机关、人民代表大会及其常务委员会机关、人民政府、监察委员会、人民法院、人民检察院、中国人民政治协商会议各级委员会机关、民主党派机关和工商业联合会机关的公务员，以及参照《中华人民共和国公务员法》管理的人员；
2. 法律、法规授权或者受国家机关依法委托管理公共事务的组织中从事公务的人员；
3. 国有企业管理人员；
4. 公办的教育、科研、文化、医疗卫生、体育等单位中从事管理的人员；
5. 基层群众性自治组织中从事管理的人员；
6. 其他依法履行公职的人员。

### 监察职权行使
监察委员会拥有的监察权限包括谈话、讯问、询问、查询、冻结、调取、查封、扣押、搜查、勘验检查、鉴定、留置等12项。具体表述为：
1. 监察机关行使职权，有权依法向有关单位和个人收集、调取证据；
2. 对涉嫌贪污贿赂、失职渎职等职务犯罪的被调查人，监察机关可以进行讯问，要求其供述涉嫌犯罪的情况；
3. 在调查过程中，监察机关可以询问证人等人员；
4. 根据工作需要，可以依照规定查询、冻结案件涉嫌单位和个人的存款、汇款、债券、股票、基金份额等财产；
5. 监察机关可以对涉嫌职务犯罪的被调查人以及可能隐藏被调查人或者犯罪证据的人的身体、物品、住处和其他有关的地方进行搜查；
6. 履行严格的批准手续，可以采取技术调查措施；
7. 经省级以上监察机关批准，可以对被调查人及相关人员采取限制出境措施。

## 历届组成人员
国家监察委员会由主任、若干副主任、若干委员组成，国监委主任属于国家级副职领导人，由国家最高权力机关全国人民代表大会选举产生，主任负责提请全国人民代表大会常务委员会任免副主任、委员。
中华人民共和国第十三届国家监察委员会
- 主任：杨晓渡
- 副主任：刘金国、杨晓超（-2022年10月30日）、李书磊（-2020年12月26日）、徐令义（-2022年10月30日）、肖培、陈小江（-2020年12月26日）[43]
  - 后增补副主任：喻红秋（2021年2月28日-）、傅奎（2021年2月28日-）、孙新阳（2022年10月30日-）、刘学新（2022年10月30日-）、张福海（2022年10月30日-）
- 委员：王鸿津、白少康（-2022年10月30日）、邹加怡（-2018年6月22日）[44]、张春生（-2022年9月2日）、陈超英（-2022年10月30日）、侯凯（-2020年6月30日）、姜信治（-2022年10月30日）、凌激（-2022年10月30日）、崔鹏（-2022年10月30日）、卢希（-2022年10月30日）
  - 后增补委员（2022年10月30日-）：王晓萍（-2022年12月30日）、王爱文、许罗德、李欣然、赵世勇、訚柏、穆红玉

中华人民共和国第十四届国家监察委员会
- 主任：刘金国
- 副主任：肖培、喻红秋、傅奎、孙新阳、刘学新、张福海
- 委员：王爱文、王鸿津、许罗德、李欣然、赵世勇、訚柏、穆红玉[45]